# Gotfryd Ossowski

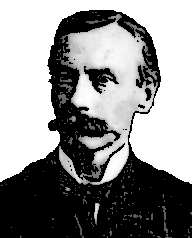
Gotfryd Ossowski

Gotfryd Ossipowitsch Ossowski (russisch Готфрид Осипович Оссовский; * 8. Novemberjul. / 20. November 1835greg. im Dorf Kosariwka, Ujesd Kaniw; † 16. Apriljul. / 28. April 1897greg. in Tomsk) war ein russischer Geologe und Archäologe.

## Leben
Ossowski stammte aus einer polnischen Familie. Er wuchs auf dem kleinen Landgut des Vaters im Ujesd Schytomyr auf und besuchte das 1. Städtische Gymnasium in Schytomyr. 1853 begann er das Studium an der Universität Kiew.
Im Krimkrieg wurde Ossowski im Februar 1855 als Unteroffizier in das Reserve-Bataillon des 35. Brjansker Infanterieregiments einberufen, um im August 1856 als Praporschtschik im belagerten Sewastopol eingesetzt zu werden. 1859 heiratete er die Tochter eines Grundherrn im Ujesd Mzensk. 1862 wurde er aus dem Dienst entlassen und ließ sich im Gouvernement Wolhynien nieder.
Ossowski begann nun die Geologie Wolhyniens zu erforschen. Er wurde Vollmitglied des Wolhynischen Statistik-Komitees. 1866 veröffentlichte er die erste geologische Karte Wolhyniens. Mit Anregungen von Fachleuten verbesserte er die Karte und veröffentlichte sie 1870 in Paris. Er fand Lagerstätten von Porzellanerde und verschiedenen Graniten. Er entdeckte ein neues dem Diorit ähnliches Gestein, das Wolhynit genannt wurde.
Auf Einladung des polnischen Archäologen Z. Dzialowski ging Ossowski 1874 nach Thorn. 1878 wurde er zum Mitglied der Anthropologischen Kommission der Akademie der Gelehrsamkeit in Krakau gewählt. Im folgenden Jahr wurde er eingeladen, Jungpaläolithikum-Höhlen in der Umgebung Krakaus zu erforschen. 1883 und 1884 führte er Ausgrabungen in der Maszycka-Höhle durch. Er nahm am VI. Archäologie-Kongress 1884 in Odessa teil. Weitere Ausgrabungen führte er 1884 und 1887 in Kurganen Südwestrusslands durch. Seine Ausgrabungen im skythischen Bolschoi-Ryschanowski-Kurgan erregten große Aufmerksamkeit.
Nach 18 Jahren in Krakau ging Ossowski nach Sibirien und nahm 1893 eine kleine Stelle als Straßentechniker der sibirischen Poststraße an. Er führte geohydrologische Untersuchungen durch, die er auch für archäologische Explorationen benutzte. Er erforschte Höhlen am Tscharysch im Altai. Er grub Kurgane am Tschanysee bei Kainsk aus.
Ossowski starb am 28. April 1897 in Tomsk an Typhus mit Lungenentzündung.